# Christian Fischer (Rechtsanwalt)
Christian Fischer (* 9. September 1982 in Zweibrücken) ist ein deutscher Jurist und Autor.

## Leben
Fischer studierte Rechtswissenschaften an der Universität des Saarlandes und der Johannes Gutenberg-Universität Mainz. Im Jahr 2011 erfolgte die Zulassung als Rechtsanwalt. Drei Jahre später wurde er Fachanwalt für Steuerrecht und Fachanwalt für Strafrecht. Zusammen mit Jürgen R. Müller gründete er 2016 eine Anwaltssozietät, die sich auf die Beratung in den Bereichen Steuerrecht, Steuerstrafrecht und Wirtschaftsstrafrecht spezialisiert hat.
Seit 2014 ist Fischer Dozent bei der HERA Fortbildungs GmbH der Hessischen Rechtsanwaltschaft, seit dem Jahr 2019 auch Dozent an der ESV-Akademie.
Neben Monografien veröffentlichte Christian Fischer Aufsätze in juristischen Fachzeitschriften und ist Mitautor in Abgabenordnung, Praxiskommentar, herausgegeben von Sikorski im Erich-Schmidt-Verlag.

## Veröffentlichungen
- mit Jürgen R. Müller: Steuerstrafverfahren Haftungsrisiken und Haftungsvermeidung für Steuerberater. Erich-Schmidt-Verlag, Berlin 2020, ISBN 978-3-503-18879-6.
- mit Jürgen R. Müller: Steuerfahndung Beratung und Verteidigung. Erich-Schmidt-Verlag, Berlin 2020, ISBN 978-3-503-19108-6.
- mit Jürgen R. Müller: Tax Compliance: Steuerstrafrechtliche Verantwortung im Unternehmen. Erich-Schmidt-Verlag, 2. Aufl., Berlin 2022, ISBN 978-3-503-20635-3.
- als Herausgeber mit Jürgen R. Müller: Die Haftung im Steuer- und Wirtschaftsrecht. Erich-Schmidt-Verlag, Berlin, 2023, ISBN 978-3-503-20682-7